# 2012-es Honda Indy Toronto
A 2012-es Honda Indy Toronto volt a 2012-es Izod IndyCar Series szezon tizedik futama, melyet 2012. július 8-án rendeztek meg a Kanadai Torontoban kialakított utcai pályán.

## Nevezési lista
| Csapat                           | Motor     | Első pilóta | Első pilóta         | Második pilóta | Második pilóta     | Harmadik pilóta | Harmadik pilóta  | Negyedik pilóta | Negyedik pilóta |
| -------------------------------- | --------- | ----------- | ------------------- | -------------- | ------------------ | --------------- | ---------------- | --------------- | --------------- |
| Team Penske                      | Chevrolet | 2           | Ryan Briscoe        | 3              | Hélio Castroneves  | 12              | Will Power       |                 |                 |
| Panther Racing                   | Chevrolet | 4           | J. R. Hildebrand    |                |                    |                 |                  |                 |                 |
| KV Racing Technology             | Chevrolet | 5           | E. J. Viso          | 8              | Rubens Barrichello | 11              | Tony Kanaan      |                 |                 |
| Dragon Racing                    | Chevrolet | 7           | Sebastien Bourdais  |                |                    |                 |                  |                 |                 |
| Target Chip Ganassi Racing       | Honda     | 9           | Scott Dixon         | 10             | Dario Franchitti   | 38              | Graham Rahal     | 83              | Charlie Kimball |
| A. J. Foyt Enterprises           | Honda     | 14          | Mike Conway         |                |                    |                 |                  |                 |                 |
| Rahal Letterman Laningan Racing  | Honda     | 15          | Szató Takuma        |                |                    |                 |                  |                 |                 |
| Dale Coyne Racing                | Honda     | 18          | Justin Wilson       | 19             | James Jakes        |                 |                  |                 |                 |
| Ed Carpenter Racing              | Chevrolet | 20          | Ed Carpenter        |                |                    |                 |                  |                 |                 |
| Panther-Dreyer & Reinbold Racing | Chevrolet | 22          | Oriol Servià        |                |                    |                 |                  |                 |                 |
| Andretti Autosport               | Chevrolet | 26          | Marco Andretti      | 27             | James Hinchcliffe  | 28              | Ryan Hunter-Reay |                 |                 |
| Sarah Fisher Hartman Racing      | Honda     | 67          | Josef Newgarden     |                |                    |                 |                  |                 |                 |
| Schmidt Hamilton Motorsports     | Honda     | 77          | Simon Pagenaud      |                |                    |                 |                  |                 |                 |
| Lotus-HVM Racing                 | Lotus     | 78          | Simona de Silvestro |                |                    |                 |                  |                 |                 |
| Team Barracuda – BHA             | Honda     | 98          | Alex Tagliani       |                |                    |                 |                  |                 |                 |
| HIVATALOS NEVEZÉSI LISTA         |           |             |                     |                |                    |                 |                  |                 |                 |

## Eredmények

### Időmérő
| Pozíció | #  | Pilóta              | Csapat                           | Motor     | Egyes csoport | Kettes csoport | Top 12  | Fast 6  |
| ------- | -- | ------------------- | -------------------------------- | --------- | ------------- | -------------- | ------- | ------- |
| 1       | 10 | Dario Franchitti    | Chip Ganassi Racing              | Honda     |               | 59.5274        | 59.4145 | 59.3510 |
| 2       | 12 | Will Power          | Team Penske                      | Chevrolet |               | 59.8620        | 59.2829 | 59.3757 |
| 3       | 18 | Justin Wilson       | Dale Coyne Racing                | Honda     | 59.5046       |                | 59.0663 | 59.4506 |
| 4       | 7  | Sebastien Bourdais  | Dragon Racing                    | Chevrolet | 59.9597       |                | 59.3212 | 59.4721 |
| 5       | 9  | Scott Dixon         | Chip Ganassi Racing              | Honda     |               | 59.5724        | 59.1978 | 59.5140 |
| 6       | 98 | Alex Tagliani       | Team Barracuda – BHA             | Honda     |               | 59.6144        | 59.3554 | 59.5616 |
| 7       | 28 | Ryan Hunter-Reay    | Andretti Autosport               | Chevrolet |               | 59.6816        | 59.4829 |         |
| 8       | 3  | Hélio Castroneves   | Team Penske                      | Chevrolet |               | 59.6649        | 59.5476 |         |
| 9       | 27 | James Hinchcliffe   | Andretti Autosport               | Chevrolet |               | 59.8516        | 59.5958 |         |
| 10      | 77 | Simon Pagenaud      | Schmidt-Hamilton Motorsports     | Honda     | 59.4684       |                | 59.6550 |         |
| 11      | 15 | Szató Takuma        | Rahal Letterman Laningan Racing  | Honda     | 59.9572       |                | 59.8197 |         |
| 12      | 38 | Graham Rahal        | Chip Ganassi Racing              | Honda     | 59.6279       |                | 59.8966 |         |
| 13      | 14 | Mike Conway         | A. J. Foyt Enterprises           | Honda     | 1:00.0718     |                |         |         |
| 14      | 2  | Ryan Briscoe        | Team Penske                      | Chevrolet |               | 59.9888        |         |         |
| 15      | 83 | Charlie Kimball     | Chip Ganassi Racing              | Honda     | 1:00.1557     |                |         |         |
| 16      | 22 | Oriol Servià        | Panther-Dreyer & Reinbold Racing | Chevrolet |               | 1:00.0004      |         |         |
| 17      | 4  | J. R. Hildebrand    | Panther Racing                   | Chevrolet | 1:00.4508     |                |         |         |
| 18      | 11 | Tony Kanaan         | KV Racing Technology             | Chevrolet |               | 1:00.1207      |         |         |
| 19      | 19 | James Jakes         | Dale Coyne Racing                | Honda     | 1:00.5440     |                |         |         |
| 20      | 8  | Rubens Barrichello  | KV Racing Technology             | Chevrolet |               | 1:00.2043      |         |         |
| 21      | 78 | Simona de Silvestro | Lotus-HVM Racing                 | Lotus     | 1:00.6709     |                |         |         |
| 22      | 67 | Josef Newgarden     | Sarah Fisher Hartman Racing      | Honda     |               | 1:00.2199      |         |         |
| 23      | 20 | Ed Carpenter        | Ed Carpenter Racing              | Chevrolet | 1:01.0333     |                |         |         |
| 24      | 26 | Marco Andretti      | Andretti Autosport               | Chevrolet |               | 1:00.6145      |         |         |
| 25      | 5  | E. J. Viso          | KV Racing Technology             | Chevrolet |               | 1:02.5280      |         |         |

## Rajtfelállás
| Rajtsor                                           | Belső ív | Belső ív              | Külső ív | Külső ív           |
| ------------------------------------------------- | -------- | --------------------- | -------- | ------------------ |
| 1                                                 | 10       | Dario Franchitti      | 12       | Will Power         |
| 2                                                 | 18       | Justin Wilson         | 7        | Sebastien Bourdais |
| 3                                                 | 9        | Scott Dixon           | 28       | Ryan Hunter-Reay   |
| 4                                                 | 3        | Hélio Castroneves     | 77       | Simon Pagenaud     |
| 5                                                 | 15       | Szató Takuma          | 38       | Graham Rahal       |
| 6                                                 | 14       | Mike Conway           | 2        | Ryan Briscoe       |
| 7                                                 | 83       | Charlie Kimball       | 22       | Oriol Servià       |
| 8                                                 | 98       | Alex Tagliani†        | 4        | J. R. Hildebrand   |
| 9                                                 | 11       | Tony Kanaan           | 27       | James Hinchcliffe† |
| 10                                                | 8        | Rubens Barrichello    | 67       | Josef Newgarden    |
| 11                                                | 20       | Ed Carpenter          | 26       | Marco Andretti     |
| 12                                                | 5        | E. J. Viso            | 19       | James Jakes†       |
| 13                                                | 78       | Simona de Silvestro † |          |                    |
| † 10 rajthelyes büntetést kapott motorcsere miatt |          |                       |          |                    |

### Verseny
| Pozíció                                                                                 | #  | Pilóta              | Csapat                           | Motor     | Futott kör | Idő/Kiesés oka         | Rajthely | Élen töltött körök száma | Pont |
| --------------------------------------------------------------------------------------- | -- | ------------------- | -------------------------------- | --------- | ---------- | ---------------------- | -------- | ------------------------ | ---- |
| 1.                                                                                      | 28 | Ryan Hunter-Reay    | Andretti Autosport               | Chevrolet | 85         | 1:33:26.5096           | 6        | 36                       | 52   |
| 2.                                                                                      | 83 | Charlie Kimball     | Chip Ganassi Racing              | Honda     | 85         | +0.0757†               | 13       | 0                        | 40   |
| 3.                                                                                      | 14 | Mike Conway         | A.J. Foyt Enterprises            | Honda     | 85         | +0.2848                | 11       | 0                        | 35   |
| 4.                                                                                      | 11 | Tony Kanaan         | KV Racing Technology             | Chevrolet | 85         | +1.6672                | 17       | 0                        | 32   |
| 5.                                                                                      | 22 | Oriol Servià        | Panther-Dreyer & Reinbold Racing | Chevrolet | 85         | +1.9128                | 14       | 0                        | 30   |
| 6.                                                                                      | 3  | Hélio Castroneves   | Team Penske                      | Chevrolet | 85         | +2.4795                | 7        | 0                        | 28   |
| 7.                                                                                      | 4  | J. R. Hildebrand    | Panther Racing                   | Chevrolet | 85         | +2.6233                | 15       | 1                        | 26   |
| 8.                                                                                      | 19 | James Jakes         | Dale Coyne Racing                | Honda     | 85         | +3.7294                | 24       | 0                        | 24   |
| 9.                                                                                      | 15 | Szató Takuma        | Rahal Letterman Lanigan Racing   | Honda     | 85         | +6.5633                | 9        | 0                        | 22   |
| 10.                                                                                     | 98 | Alex Tagliani       | Team Barracuda – BHA             | Honda     | 85         | +9.9764                | 16       | 0                        | 20   |
| 11.                                                                                     | 8  | Rubens Barrichello  | KV Racing Technology             | Chevrolet | 85         | +11.4636               | 18       | 0                        | 19   |
| 12.                                                                                     | 77 | Simon Pagenaud      | Schmidt Hamilton Motorsports     | Honda     | 85         | +43.8734‡              | 8        | 23                       | 18   |
| 13.                                                                                     | 67 | Josef Newgarden     | Sarah Fisher Hartman Racing      | Honda     | 84         | +1 Kör                 | 20       | 0                        | 17   |
| 14.                                                                                     | 7  | Sébastien Bourdais  | Dragon Racing                    | Chevrolet | 84         | +1 Kör                 | 4        | 0                        | 16   |
| 15.                                                                                     | 12 | Will Power          | Team Penske                      | Chevrolet | 84         | +1 Kör                 | 2        | 20                       | 15   |
| 16.                                                                                     | 26 | Marco Andretti      | Andretti Autosport               | Chevrolet | 84         | +1 Kör                 | 22       | 0                        | 14   |
| 17.                                                                                     | 10 | Dario Franchitti    | Chip Ganassi Racing              | Honda     | 84         | +1 Kör                 | 1        | 5                        | 14   |
| 18.                                                                                     | 20 | Ed Carpenter        | Ed Carpenter Racing              | Chevrolet | 84         | +1 Kör                 | 21       | 0                        | 12   |
| 19.                                                                                     | 2  | Ryan Briscoe        | Team Penske                      | Chevrolet | 83         | Baleset Franchitti-vel | 12       | 0                        | 12   |
| 20.                                                                                     | 5  | E. J. Viso          | KV Racing Technology             | Chevrolet | 81         | +4 Kör                 | 23       | 0                        | 12   |
| 21.                                                                                     | 18 | Justin Wilson       | Dale Coyne Racing                | Honda     | 67         | Baleset                | 3        | 0                        | 12   |
| 22.                                                                                     | 27 | James Hinchcliffe   | Andretti Autosport               | Chevrolet | 33         | Motor                  | 19       | 0                        | 12   |
| 23.                                                                                     | 38 | Graham Rahal        | Chip Ganassi Racing              | Honda     | 23         | Baleset                | 10       | 0                        | 12   |
| 24.                                                                                     | 78 | Simona de Silvestro | HVM Racing                       | Lotus     | 9          | Motor                  | 25       | 0                        | 12   |
| 25.                                                                                     | 9  | Scott Dixon         | Chip Ganassi Racing              | Honda     | 7          | Motor                  | 5        | 0                        | 10   |
| † Sárga zászló alatt ért véget a verseny ‡ 30 másodperces büntetést kapott blokkolásért |    |                     |                                  |           |            |                        |          |                          |      |

### Verseny statisztikák
A verseny alatt 5-ször változott az élen álló személye 4 versenyző között.
| Változás az élen | Változás az élen |
| Kör              | Élen             |
| ---------------- | ---------------- |
| 6                | Will Power       |
| 26               | Simon Pagenaud   |
| 49               | Ryan Hunter-Reay |
| 56               | J. R. Hildebrand |
| 57               | Ryan Hunter-Reay |

| Élen töltött körök száma | Élen töltött körök száma |
| Körök                    | Versenyző                |
| ------------------------ | ------------------------ |
| 36                       | Ryan Hunter-Reay         |
| 23                       | Simon Pagenaud           |
| 20                       | Will Power               |
| 5                        | Dario Franchitti         |
| 1                        | J. R. Hildebrand         |

| Sárga zászlók: 3 alkalommal összesen 8 körön át | Sárga zászlók: 3 alkalommal összesen 8 körön át                                                                             |
| Körök                                           | Ok |
| ----------------------------------------------- | --- |
| 24-27                                           | #38-as autó balesete az 1-es kanyarban                                                                                      |
| 80-81                                           | #67-es autó balesete a 3-as kanyarban                                                                                       |
| 83-85                                           | #7-es autó balesete az 1-es kanyarban, a #2-es és #10-es valamint a #20-as, #26-os és #77-es autó balesete a 3-as kanyarban |

## Bajnokság állása a verseny után
Pilóták bajnoki állása
| Pozíció | Pilóta            | Pontok |
| ------- | ----------------- | ------ |
| 1       | Ryan Hunter-Reay  | 335    |
| 2       | Will Power        | 301    |
| 3       | Hélio Castroneves | 289    |
| 4       | Scott Dixon       | 281    |
| 5       | James Hinchcliffe | 268    |

Gyártók bajnoksága
| Pozíció | Gyártó    | Pontok |
| ------- | --------- | ------ |
| 1       | Chevrolet | 81     |
| 2       | Honda     | 69     |
| 3       | Lotus     | 40     |